# دومینیک نرتس
دومینیک نرتس (انگلیسی: Dominik Nerz؛ زادهٔ ۲۵ اوت ۱۹۸۹) دوچرخه‌سوار اهل آلمان است.
از باشگاه‌هایی که در آن بازی کرده‌است می‌توان به تیم میلرام، لیکویگاس، تیم بی‌ام‌سی، و بورا–هانسگروهه اشاره کرد.